# Christine Arnothy

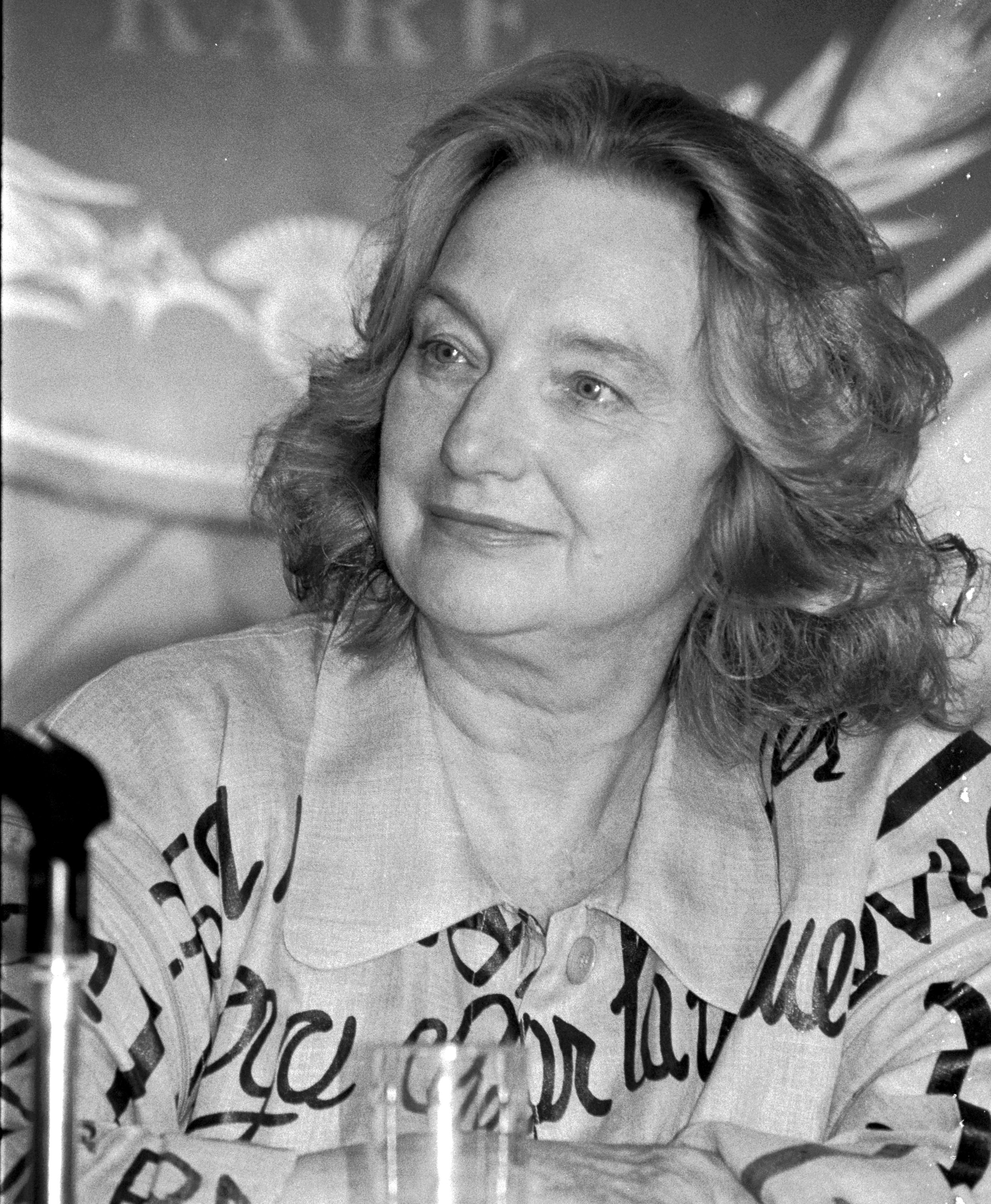
Christine Arnothy

Christine Arnothy (Geburtsname Irène Kovach de Szendrö; * 20. November 1930 in Budapest; † 6. Oktober 2015) war eine ungarisch-französische Schriftstellerin.

## Leben
Irène Kovach de Szendrö, Tochter eines ungarischen Grundbesitzers und Altphilologen und einer Österreicherin polnisch-jüdischer Abstammung, wuchs in Budapest zweisprachig französisch und ungarisch in einer durch Literatur geprägten Atmosphäre auf. Im Alter von 10 Jahren kannte sie Jean Anouilhs Theaterstück Eurydice auswendig. Früh begann sie mit dem Schreiben eigener Texte. Zwischen 1950 und 1953 publizierte sie Romane in Ungarisch. Nachdem sie Ungarn zu Fuß über die Grenze nach Österreich verlassen hatte, ging sie über das Lager Innsbruck nach Belgien und schickte von dort aus ihren französisch geschriebenen Bericht über den Einmarsch der Russen in Budapest 1945 unter dem Titel J’ai quinze ans et je ne veux pas mourir (Ich bin 15 und will nicht sterben) zu dem von der Tageszeitung Parisien libéré 1954 veranstalteten Literaturwettbewerb um den Prix Vérité (Wahrheitspreis) ein und gewann den Preis. Georges Duhamel hielt die Laudatio auf den Text. Das Buch wurde in neun Sprachen übersetzt (nicht aber ins Deutsche) und erreichte eine weltweite Auflage von 10 Millionen Exemplaren. Der Gründer und Herausgeber der Zeitung, Claude Bellanger, heiratete sie. Sie schrieb fortan insgesamt 45 Romane, von denen vier preisgekrönt wurden. Viele davon wurden in zahlreiche Sprachen übersetzt, 13 auch ins Deutsche. Oft enthalten ihre Texte Zeitkritik. 1959 erhielt sie von der Académie française den Preis für ein von einem Ausländer in französischer Sprache verfasstes Buch in Höhe von 100 000 Francs. 1976 erhielt sie für ihr Gesamtwerk den Preis La Paulée de Meursault. Sie starb 2015 im Alter von 84 Jahren.

## Werke
- J’ai quinze ans et je ne veux pas mourir. Fayard, Paris 1955. (Grand prix Vérité).
- Dieu est en retard. Gallimard, Paris 1955.
  - (deutsch) Auf den großen Wassern der Zeit. Bertelsmann, Gütersloh 1958.
- Il n’est pas si facile de vivre. Fayard, Paris 1957. (Fortsetzung von J’ai quinze ans et je ne veux pas mourir)
- Le Guérisseur. Fayard, Paris 1958.
- Femmes du Japon. Bruna, 1959.
- Pique-nique en Sologne. Julliard, Paris 1960.
- Le Cardinal prisonnier. Julliard, Paris 1962.
  - (deutsch) Der gefangene Kardinal. Blanvalet, Berlin 1965.
- La Saison des Américains. Julliard, Paris 1964.
  - (deutsch) Herbst in der Normandie. Blanvalet, Berlin 1967.
- Le Jardin noir. Julliard, Paris 1966. (Prix des Quatre-Jurys)
  - (deutsch) Romanze in Deauville. Blanvalet, Berlin 1970.
- Jouer à l’été. Julliard, Paris 1967.
  - (deutsch) Sommerspiele. Blanvalet, Berlin 1969.
- Aviva. Flammarion, Paris 1968.
- Chiche ! Flammarion, Paris 1970.
- Un type merveilleux. Flammarion, Paris 1972.
- Lettre ouverte aux rois nus. Albin Michel, Paris 1974. (Pamphlet)
- Clodomir Free. Le Grand Complot. Dargaud, Paris 1975.
- Le Cavalier mongol. Flammarion, Paris 1976. (Grand Prix de la Nouvelle de l’Académie française)
- J’aime la vie. Grasset, Paris 1976.
  - (deutsch) Nennt es Liebe. Ullstein, Berlin 1978.
- Le Bonheur d’une manière ou d’une autre. Grasset, Paris 1978.
  - (deutsch) Denn sie wollen glücklich sein. Ullstein, Berlin 1985.
- Toutes les chances plus une. Grasset, Paris 1980. (Prix Interallié).
  - (deutsch) Nennt es Glück. Ullstein, Berlin 1983.
- Jeux de mémoire. Fayard, Paris 1981. (autobiographisch)
- Un Paradis sur mesure. Grasset, Paris 1983.
- L’Ami de la famille. Grasset, Paris 1984.
- Les Trouble-fête. Grasset, Paris 1986.
- Vent africain. Grasset, Paris 1989, Prix des Maisons de la Presse.
  - (deutsch) Wind aus Afrika. Droemer Knaur, München 1991.
- Une affaire d’héritage. Grasset, Paris 1991.
  - (deutsch) Ein schweres Erbe.  Droemer Knaur, München 1992.
- Désert brûlant. Grasset, Paris 1992.
- Voyage de noces. Plon, Paris 1994.
  - (deutsch) Die französische Braut.  Droemer Knaur, München 1997.
- Une question de chance. Plon, Paris 1995.
- La Piste africaine. Plon, Paris 1997.
  - (deutsch) Ich suchte dich in Afrika. Droemer Knaur, München 1999.
- La Dernière Nuit avant l’an 2000. Plon, Paris 1997.
  - (deutsch) Die Nacht des Lichts. Knaur, München 1998.
- Malins plaisirs. Plon, Paris 1999.
- Complot de femmes. Fayard, Paris 2000.
- Embrasser la vie. Fayard, Paris 2001. (autobiographisch)
- On ne fait jamais vraiment ce que l’on veut. Fayard, Paris 2002.
- Aller-retour, tous frais payés. Fayard, Paris 2004.
- Une rentrée littéraire. Fayard, Paris 2004.
- Relations inquiétantes. Fayard, Paris 2005.
- L’Homme aux yeux de diamant. Fayard, Paris 2006.
- Donnant donnant. Fayard, Paris 2007.
- Une valse à Vienne. Fayard, Paris 2009.
- La vie d’une manière ou d’une autre. Flammarion, Paris 2010.

### Kriminalromane unter Pseudonym William Dickinson
- Des diamants pour Mrs Clark. Albin Michel, Paris 1985.
- Mrs Clark et les enfants du diable. Albin Michel, Paris 1986.
- De l’autre côté de la nuit. Mrs Clark à Las Vegas. Albin Michel, Paris 1987.

## Deutsche Hörspielfassung
- 1962: Jean-Pierre wartet (Vorlagentitel noch nicht ermittelt) – Bearbeitung (Wort): Erika Müggenburg; Regie: Peterpaul Schulz (Hörspielbearbeitung – SWF)[2]